# Jaworznia
Jaworznia – wieś w Polsce położona w województwie świętokrzyskim, w powiecie kieleckim, w gminie Piekoszów.
W Królestwie Polskim istniała gmina Jaworznia.
W latach 1954–1961 wieś należała i była siedzibą władz gromady Jaworznia, po jej zniesieniu w gromadzie Białogon, powtórnie była siedzibą gromady Jaworznia. W latach 1975–1998 miejscowość administracyjnie należała do województwa kieleckiego.

## Położenie
Jaworznia leży w odległości dziesięciu kilometrów od centrum Kielc i dojechać tu można miejskim autobusem obsługującym linię nr 28. Nazwa miejscowości jest związana niewątpliwie z szatą roślinną, w dokumencie z 1581 r. wspomniano o nazwie Jaworzno. Na wschód od wsi położony jest przysiółek zwany Wapiennikiem.
Niedaleko miejscowości znajduje się węzeł Kielce-Jaworznia, który znajduje się na zachodniej obwodnicy Kielc w ciągu S7.
Przez wieś przechodzi  czarny szlak turystyczny z Piekoszowa do Zgórskich Gór.
We wsi znajduje się nieczynny kamieniołom wapieni dewońskich „Jaworznia”. W kamieniołomie odkryto największe w Górach Świętokrzyskich jaskinie: Chelosiową Jamę –Jaskinię Jaworznicką i Jaskinię Pajęczą. W ich pobliżu znajdują się trzy mniejsze jaskinie: Duża Dziura w Jaworzni, Gazownia i Schronisko Krótkie w Jaworzni. Wszystkie jaskinie objęto ochroną w 1997 roku jako rezerwat przyrody nieożywionej Chelosiowa Jama.

## Części wsi
| SIMC    | Nazwa      | Rodzaj     |
| ------- | ---------- | ---------- |
| 0261456 | Dwór       | przysiółek |
| 0992645 | Garbatówka | przysiółek |
| 0992639 | Jachówka   | przysiółek |
| 0261485 | Kostówki   | część wsi  |

## Historia
Jaworznia lub Jaworzno, w wieku XIX opisana jako wieś w powiecie kieleckim, gminie i parafii Piekoszów

Leży o 9 wiorst od Kielc, o 7 od Chęcin, śród pięknych gór lasami zarosłych, przy drodze bitej do Włoszczowy, w pobliżu Białogonu.
Znajduje się tu ogromna góra z łomami marmuru blado różowego, twardego i trudnego do obrobienia. 

W r.1827 Jaworznia liczyła 18 domów, 116 mieszkańców.

Miała niegdyś znaczne kopalnie ołowiu, w 1883 był tu zaniedbany piec wapienny.
Folwark Jaworznia z wsią Jaworznia i Stanisławów posiadał rozległość  781 mórg, grunta orne i ogrody mórg 281, łąk mórg 53. pastwisk mórg 38, wody mórg 5, lasu mórg 353, nieużytki i place mórg 31. Budynków murowanych było 10, drewnianych 2. 
W 1883 była tu  fabryka śrutu.

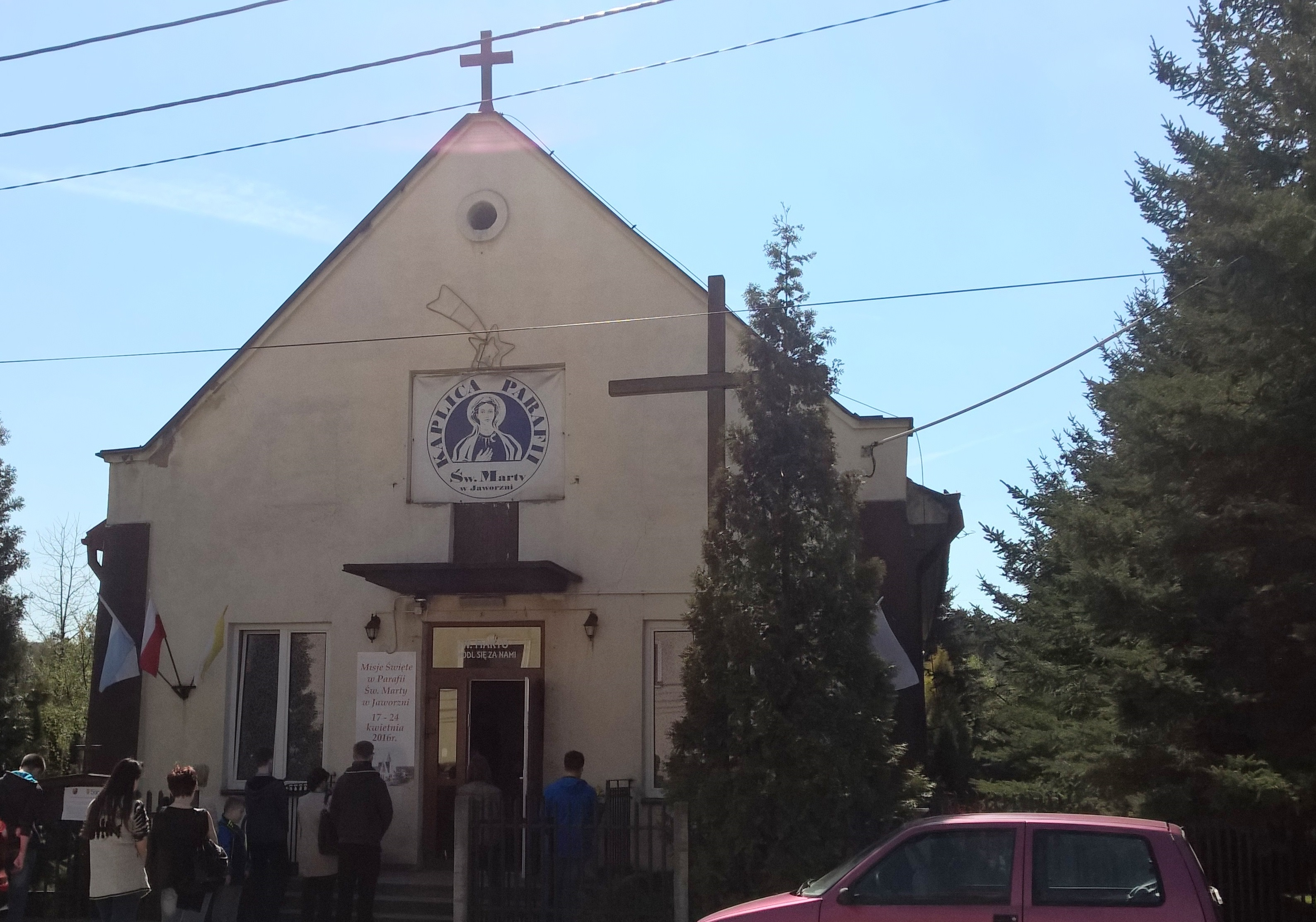
Kościół w Jaworzni

 Wieś Jaworznie posiadała osad 32, z gruntem mórg 228. Wieś Stanisławów osad 4, z gruntem mórg 26.(Opisu dostarczył Bronisław Chlebowski Słownik t.III s.532)